# アンティーク・ジュエリー
アンティーク・ジュエリー（antique jewelry）とは、製作されてから100年以上を経過した宝飾品で、骨董的価値を持つ装身具のこと。主に欧米で作られたものについていう。
市場に出回るのは製作から200年以内のものがほとんどという事情もあり、アール・ヌーボーやアール・デコ期のジュエリーについては、正確にはまだ100年を経ていなくてもアンティーク・ジュエリーとして認められることが多い。あまり高価な素材を使わずに大量生産されたアクセサリーの場合は、コスチューム・ジュエリーと呼ばれる。
近代ではもっぱら装飾のために用いられるが、ジュエリーはもともと衣服を留めるための実用品であり、富を保管する役割を兼ね備えたところから始まっている。初期には、骨や歯、貝や木や石といった自然物が素材である。多くの場合、それをつける人のステータスを示すために作られ、その人物が死ぬと埋葬品ともなった。

## 形状と機能

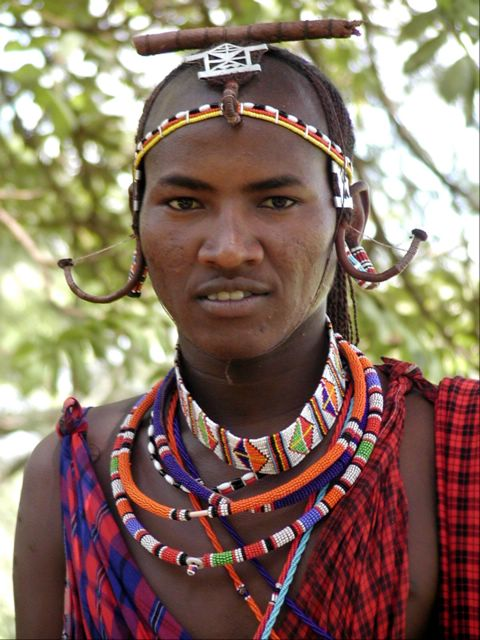
部族のビーズをつけたケニアの男性

古来、ジュエリーはさまざまな理由で用いられてきた。
- 実用（衣服の留め具、髪をまとめるヘアピン。時計は時間を知るため）
- 象徴 (共同体や民族、信教)
- 目印 (社会的な地位、結婚指輪は人と人の関係)
- 魔除け (護符・お守り) [1][注釈 1]
- 着用者の状態 (愛情のしるし、服喪中、幸運)[3]
- 芸術性の表現

ほとんどの文化はある時点で、多量の富をジュエリーに換えて保管しようとする。結婚持参金代わり、貯蓄のため、あるいは富を顕示するためジュエリーを利用する文化も多い。またさらに、通貨や取引の材料として使われてきた。
ジュエリーが実用目的で使われた歴史は長い。事実、元来はブローチやバックルなど純粋な実用品だったものが、やがて機能が満たされるとさらに装飾品として発展したのである。さらに時代を下ると身体にピアスなど装身具をまとい、特定の集団内でグループへの帰属や勇気の象徴とする一方、一般社会で容認されている習俗ではない。
ジュエリーはまた特定のグループへの帰属を象徴し、キリスト教の十字架やユダヤ教のダビデの星などがこれに当たる。身分を表す頸飾、人間関係のしるしとして欧米の夫婦が着ける結婚指輪が相当する。 (勲章も参照。)
護符や信仰の証を身に着けて保護を願ったり悪を遠ざけようとする習俗は万国ほぼ共通で、アンクなどシンボル、石や植物や動物あるいはハムサなど身体の一部、あるいはイスラム圏で身に着けるクルアーンの1節を記した飾り文字などが例に挙げられる。
芸術性の表現はごく初期においても明らかに意識されていたが、他の上記のような役割を優先させることが多かった。19世紀の終わりごろにピーター・カール・ファベルジェやルネ・ラリックのような巨匠の作品で、ようやく実用性や財産性よりも芸術的表現が価値として優先され始める。この傾向は現代まで続き、ロバート・モリスのような芸術家へと引き継がれた。

## ジュエリーと社会
一つの普遍的要素として誰がどんなジュエリーを着けることができるか、つまり社会的地位を強力に示す装飾としてジュエリーは厳しくコントロールされてきた。
たとえば古代ローマでは、ある階級に属する人間だけが指輪を着けることができた。のちには奢侈抑止法によりジュエリーのタイプ別に着用の規定ができるが、基準はやはり社会的な階級であった。
文化による要求もまた影響を与えた。例えば19世紀から20世紀初期にかけての欧米社会では、男性がイヤリングをつけることは「めめしい」と考えられている。ところが同じ20世紀初期、宝石産業界は男性用の婚約指輪を流行させることには失敗に終わったものの、男性用の結婚指輪を定着させる販売戦略は成功した。時には偽りの歴史を作り上げ、そのルーツは中世にあると主張しさえしたのである。1920年代の米国で結婚式で指輪交換の儀式の行われる率は15％に過ぎず、1940年代の中ごろには85％にまで上昇している。
宗教もまたジュエリーに関わりがある。たとえばイスラム教では男性が金を身につけることは社会的タブーとされており。 (ユースフ・アル＝カラダーウィーも参照。)グリーンバウムは、歴史的実例の少なさに関して次のように述べた。「イスラムのジュエリーの大部分は花嫁の持参金という形を取り、次世代に受け継ぐという伝統はなかった。代わりに、女性が死ぬとジュエリーはスーク（市）の店が買い取り地金に再利用したり、店に立ち寄った者に売ったりした。そのため19世紀以前のイスラムのジュエリーは非常にまれである。キリスト教の場合、新約聖書に金を身に飾ることを禁じる記述がある。過度の装飾に警告を発する宗教は他にも多い。

## 歴史
ジュエリーの歴史は長く、その使用法も文化ごとに様々なものがある。ジュエリーは数千年もの年月を経て、古代の文化の営みの様子を伝えてきた。

### 古代
最古のジュエリーは、アフリカのホモサピエンスの発掘品から見つかった。南アフリカのブロンボス洞窟ではカタツムリの殻に穴を開けて作ったビーズが出土しており、ケニアのエンカプネ・ヤ・ムト (黄昏洞窟) Enkapune Ya Muto(英語) の、ダチョウの卵殻に穴を開けたビーズは4万年以上昔のものと見られる。
アフリカ以外にも、クロマニョン人は骨・歯・石を紐・動物の腱・曲がった骨にとりつけた天然のネックレス、もしくはブレスレットを所持しており、服を留めるのに使用していた。このジュエリーに貝殻や真珠層のかけらが加わることもあった。ロシア南方では、マンモスの牙からつくられた彫刻ブレスレットも見つかっている。ホーレ・フェルスのヴィーナスには頂部に特徴的な穴があり、ペンダントとして着用するためのものだったことがうかがえる。
銅を使った最古のジュエリーは、7000年前ごろに例がある。

#### 古代エジプト

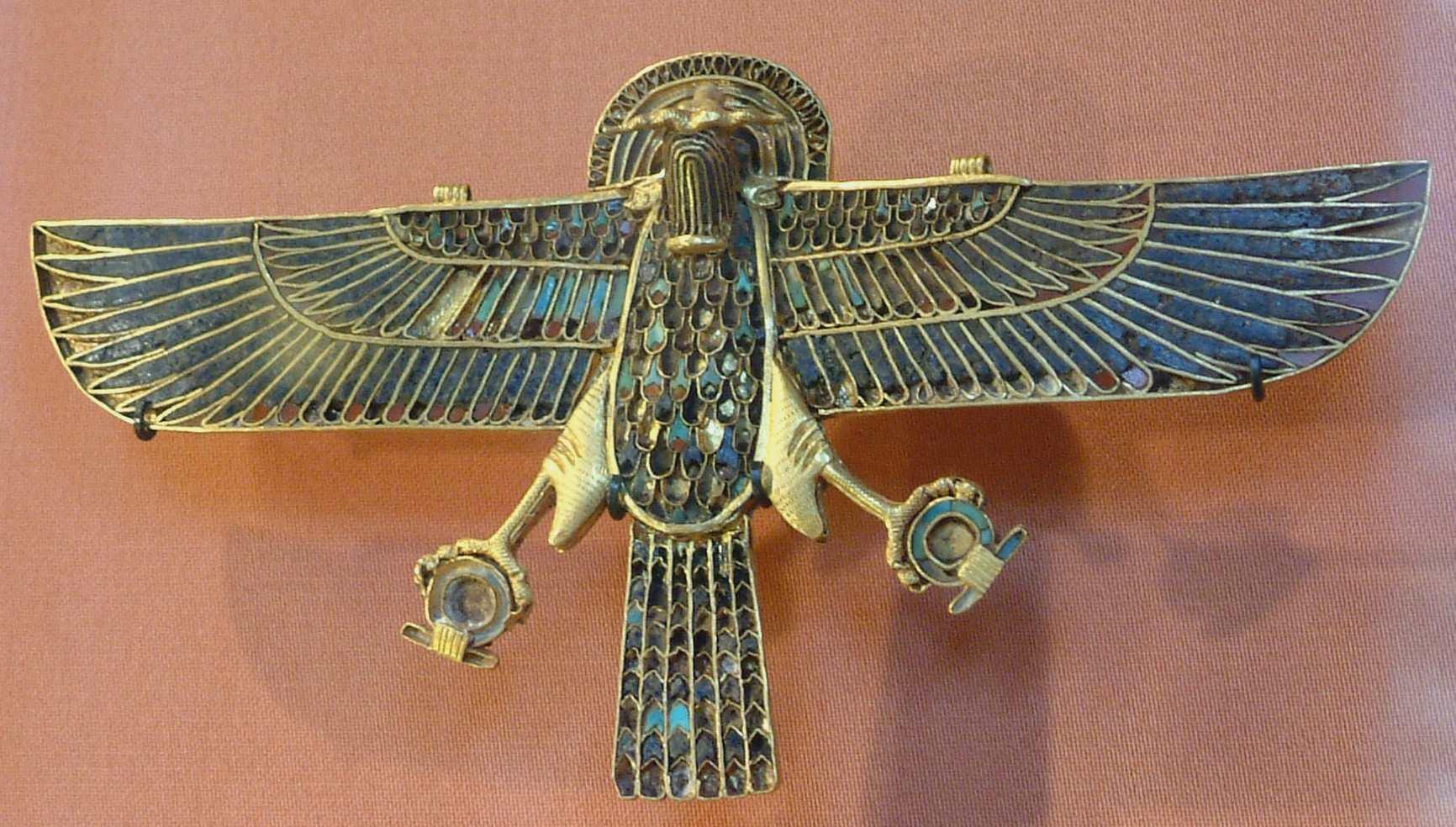
魔除けのペンダント、紀元前254年
原料は金・ラピスラズリ・トルコ石・カーネリアン、幅14cm

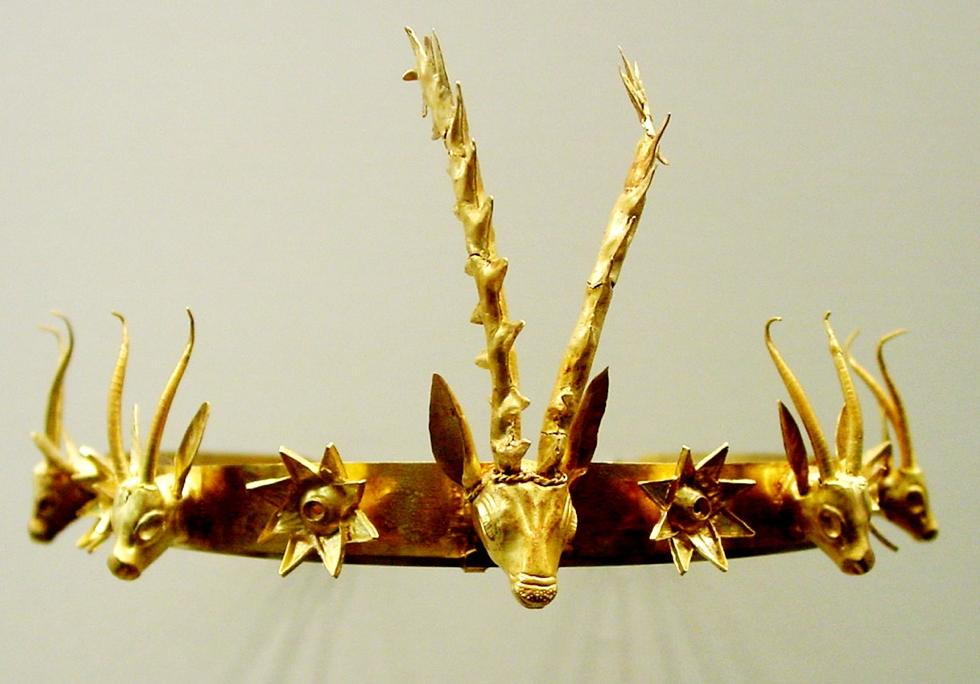
エジプト第18王朝時代の王女の冠

古代エジプトにおけるジュエリー製作の最古の発掘品は、およそ3000年から5000年前のものである。古エジプトの人々は豪華さ、稀少さ、加工しやすさの点で金属の中でも特に金を好んだ。エジプト先王朝時代にジュエリーを共同体内の政治的権力と宗教的権力の象徴に使い始め、富裕層は生きている間だけではなく、死してからもジュエリーを副葬品として身につけたのである。
金のと同じように、古代エジプトでは彩色ガラスを宝石として扱った。宝石も手に入ったが、エジプト人は天然の色よりも、ガラスにみずから作り出せる色をむしろ好んだのである。ガラス製法が発達するとたいていの宝石の色を真似ており、それぞれに違った意味合いがあることから、色はきわめて重視されたのである。たとえば『死者の書』によれば、ミイラの首にかけるイシスの首飾りは血を求めるイシスを満足させるため赤でなければならず、一方で緑色は作物の成長や肥沃さ・多産を意味した。
ラピスラズリと銀は国外から輸入しなければならなかったが、それ以外の素材のほとんどをエジプト内もしくは周辺地域産である。たとえばクレオパトラのお気に入りだったエメラルドは、紅海で採取されたという。ジュエリー制作はもっぱら神殿や宮殿に備え付けの大規模な工房が行った。
エジプトのデザインを最も好んだのはフェニキアである。また、ペルシアに古代トルコのデザインを施したジュエリーがあることを考えると、中東とヨーロッパ間の交易は珍しくなかったことがうかがえる。女性達は、精緻な金・銀細工を身につけて式典に臨んだ。

### ヨーロッパ・中東

#### メソポタミア
約5000年前、メソポタミアの諸都市においてジュエリー製作技術は大きく発達する。それを物語る考古学上最も重要な発掘は紀元前2900年-2300年ごろのウルの王墓で、人間が数百人埋葬されていた。シュメール文化に属するプアビ女王の墓などは、金の小立像で装飾したラピスラズリの王冠、首にぴたりと添うネックレス、先端に石を取り付けたヘアピンほか、金銀や準宝石を使った工芸品が多数納められている。アッシリアでは、護符や足輪、複雑なデザインを複数の紐でかたどった重厚な首飾り、円筒印章など、遺骸は男性・女性ともに数多くのジュエリーを身につけていた。
メソポタミアのジュエリーは薄い金属板を材料に、数多くの色鮮やかな宝石 (瑪瑙やラピスラズリ、カーネリアンや碧玉など)をあしらうことが多く、形は葉型・らせん型・円錐型・ぶどう房型が主流である。職人は七宝・エングレービング・粒細工・細線細工など多くの複雑な金属加工技術を駆使し、人間用に加えて彫像や偶像の装飾のためにも製作した。
製造・交易に関する詳細な記録は、メソポタミア全土の遺跡から膨大に出土している。マリの王家の書庫を例に挙げれば、さまざまなジュエリーの構成が記述してある。

- 玉髄のネックレス1点：斑点入り玉髄の平型ビーズ34粒、縦溝装飾の金ビーズ・1組が35粒で5組
- 玉髄のネックレス1点：斑点入り玉髄の平型ビーズ39粒、縦溝装飾ビーズ41粒1組 (吊し具の部材)
- ラピスラズリのネックレス1点：円形ラピスラズリビーズ28粒、縦溝装飾ビーズ29粒 (留め具の部材)

#### ギリシャ

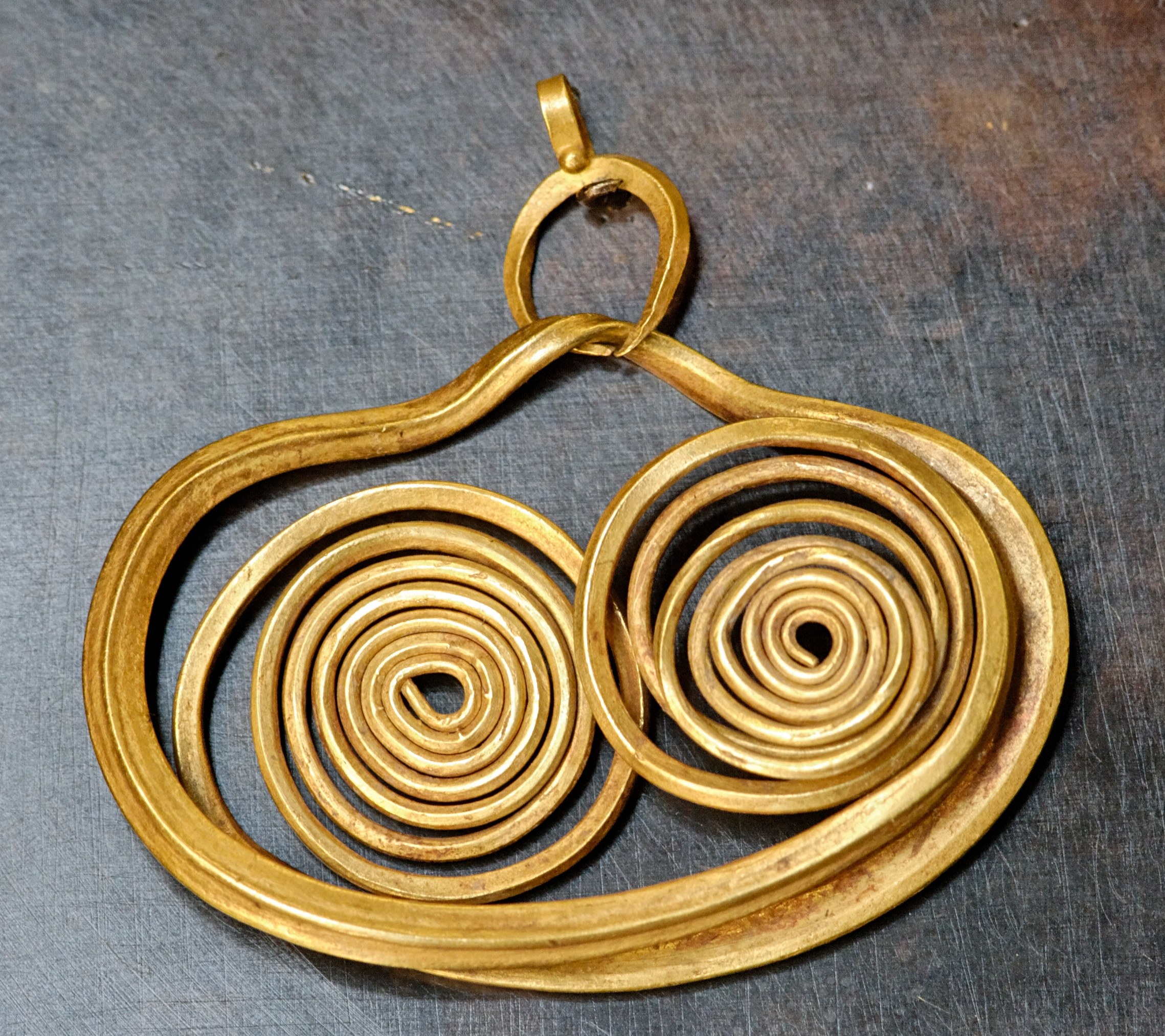
金のイヤリング
ミケーネ、紀元前16世紀頃

ギリシャ人がジュエリーに金と宝石を使用し始めるは紀元前1400年ごろからである。とはいえ、それ以前にも貝殻や動物の形をしたビーズは広く作られていた。紀元前300年ごろにはすでにアメシスト・真珠・エメラルドが材料になり、また色つきのジュエリーも製作していた。インドのサードニックス(紅縞瑪瑙)を使用してカメオを製作した最初の品も発掘されている。ギリシャでは通常、他の文化よりもデザイン・製造過程がシンプルであり、時代が下るにつれてデザインはより複雑に、また素材の種類も多様になった。

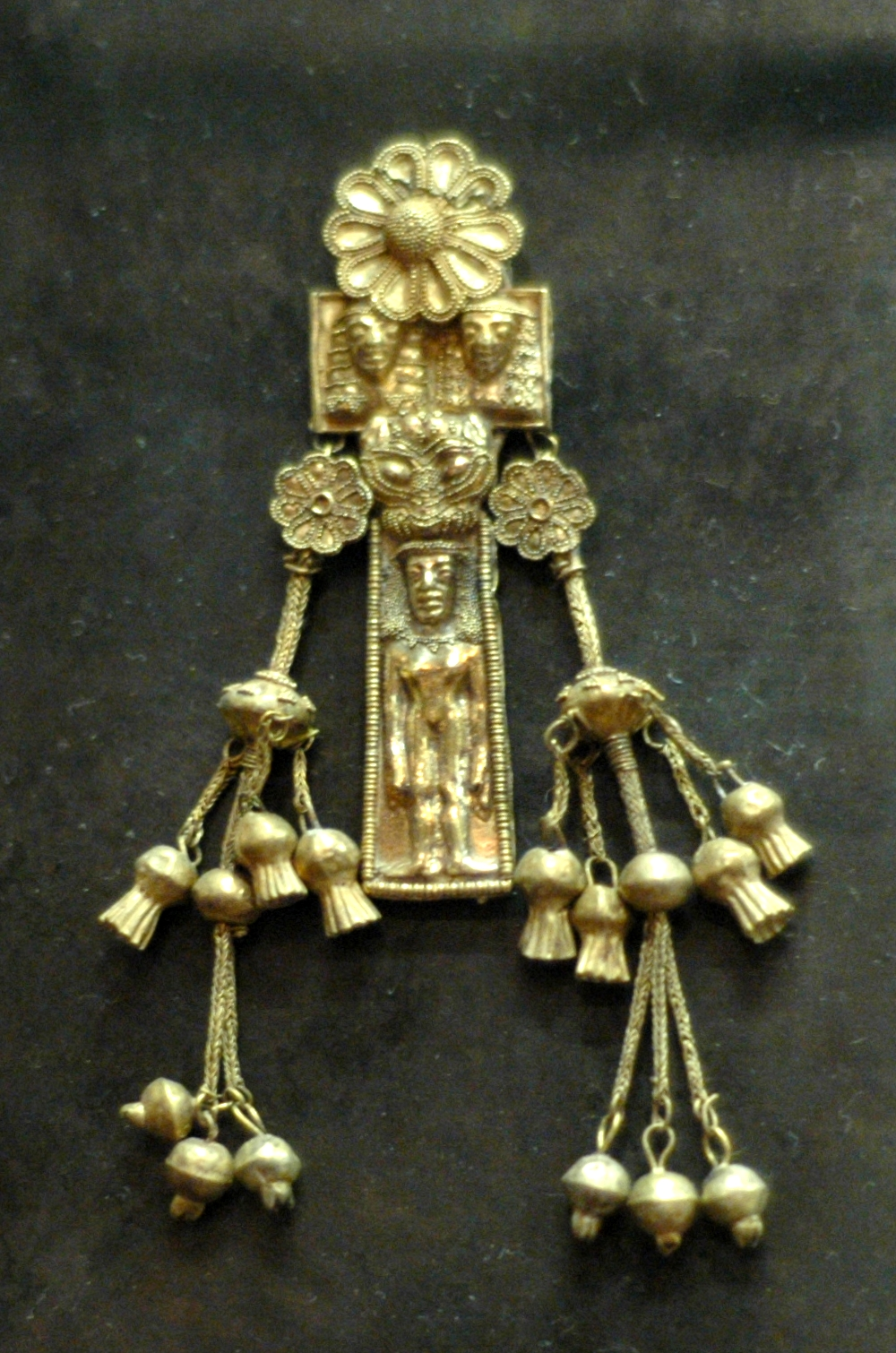
裸婦のペンダント、エレクトラム製
ロドス島、紀元前630年-620年

ジュエリーはめったに着用されず、主に公的な会見や特殊な状況で用いられた。しばしば贈り物として与えられ、持ち主の富と社会的ステータスや美しさを示すため、主に女性が着用したとされる。着用者を「邪視」から守ったり、霊的な力を付与したりするもので、宗教的な象徴として扱われる場合もあった。さらに古代のものが発見され、神に捧げられたという。当時、ギリシャ北部およびマケドニアがジュエリーの最大の生産地であった。ギリシャのジュエリーの多くは金・銀・象牙・宝石で作られ、また青銅や粘土の模造品も製造されている。

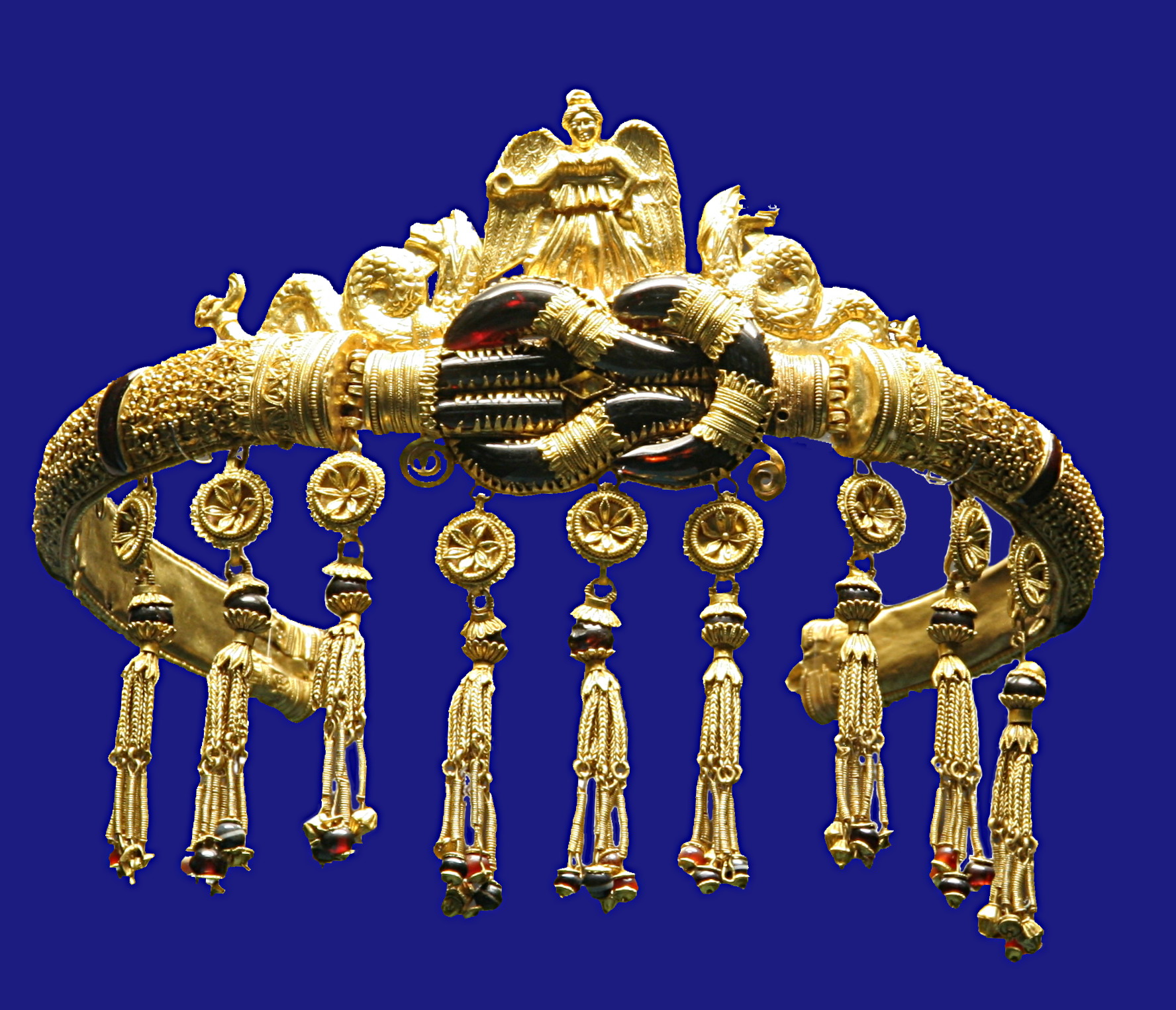
古代ギリシャのジュエリー
紀元前300年

製作技法には鋳物と、板金からの叩き出し加工との二通りがあった。鋳物ジュエリーの製造数は比較的少なく、全形を半分ずつ2つ1組の石・粘土の鋳型で金属を鋳造して、それを合わせてから中に蝋や融解した金属を入れている。この技法は青銅器時代の終わり頃から行われてきたものである。板金の叩き出し加工のほうが鋳物よりも普及した。これは板金をハンマーで叩いて伸ばし、2枚の板金をはんだ付けする技法で、形づくった2枚の板金の間に空洞ができる。その空間がつぶれないよう蝋その他の液体を注入して保護してから、刻印や彫刻などの様々な技法を用いてジュエリーの意匠が作り上げられた。
ギリシャのデザインの起源は、アレクサンドロス大王が一部を征服したアジアの領土など、ギリシャ外部までたどることができ、初期にはヨーロッパ他の影響も見てとれる。帝国の支配がギリシャに及んだ初期はデザインに目だった影響はないものの、紀元前27年にはローマ文化の特徴が強く出ている。とはいえ固有のデザインが育たなかったわけではなく、紀元1世紀の、銀のフォックステイルチェーンのついた多色仕立ての蝶のペンダントがオルビア付近で見つかっており、同様の品は他の地域では1例しか発掘されていない。

#### ローマ

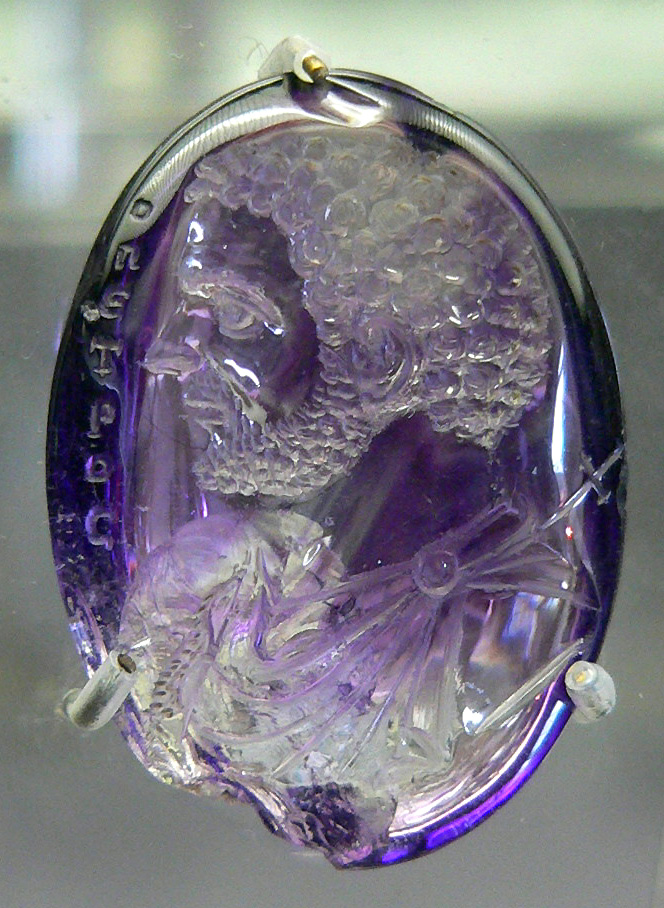
ローマ時代のペンダント、アメシスト インタリオ。紀元212年ごろ。後世に聖ペテロのメダリオンと名づけられる

古代のジュエリー作品、特にケルト人などの非ローマ民族のものはすぐれた多様性を示したが、ローマ帝国がヨーロッパのほとんどを征服すると、ローマのデザインを基調として小さな派閥ができる。古代ローマにおいて最も一般的な工芸品は、衣服を留めるブローチであり、大陸の各地から資源を集めて様々な種類の素材を得るとジュエリーに用いた。ローマ人は金だけでなく、青銅や骨、初期にはガラスのビーズや真珠も材料にしている。2000年前にはすでにスリランカからサファイアを、インドからダイヤモンドを輸入し、エメラルドや琥珀も使用していた。支配下のイングランドでは北イングランド産の黒玉 (化石化した木材) を彫刻してジュエリーを造っている。古代のイタリア人は天然の金を加工して、留め金やネックレス、イヤリングやブレスレット、香水入れのついた大きなペンダントなどを作った。
ギリシャ同様、ローマのジュエリーは他人の邪視を防ぐことが主な目的のひとつである。女性は多くのジュエリーを身につけており、男性は通常、指輪のみ着用した。指輪は1つは身につけることになっており、全ての指に指輪をはめた者や全く着けない者もいた。ローマ人が男女とも着けた指輪には石が取り付けてあり、その石に彫刻をほどこし、蝋で文書に封をするために使われた。この風習は中世まで続き、王侯貴族が同様の方法で文書の封をしている。帝国の没落後、ジュエリーのデザインは近隣諸国や民族へと広まっていく。

#### 中世

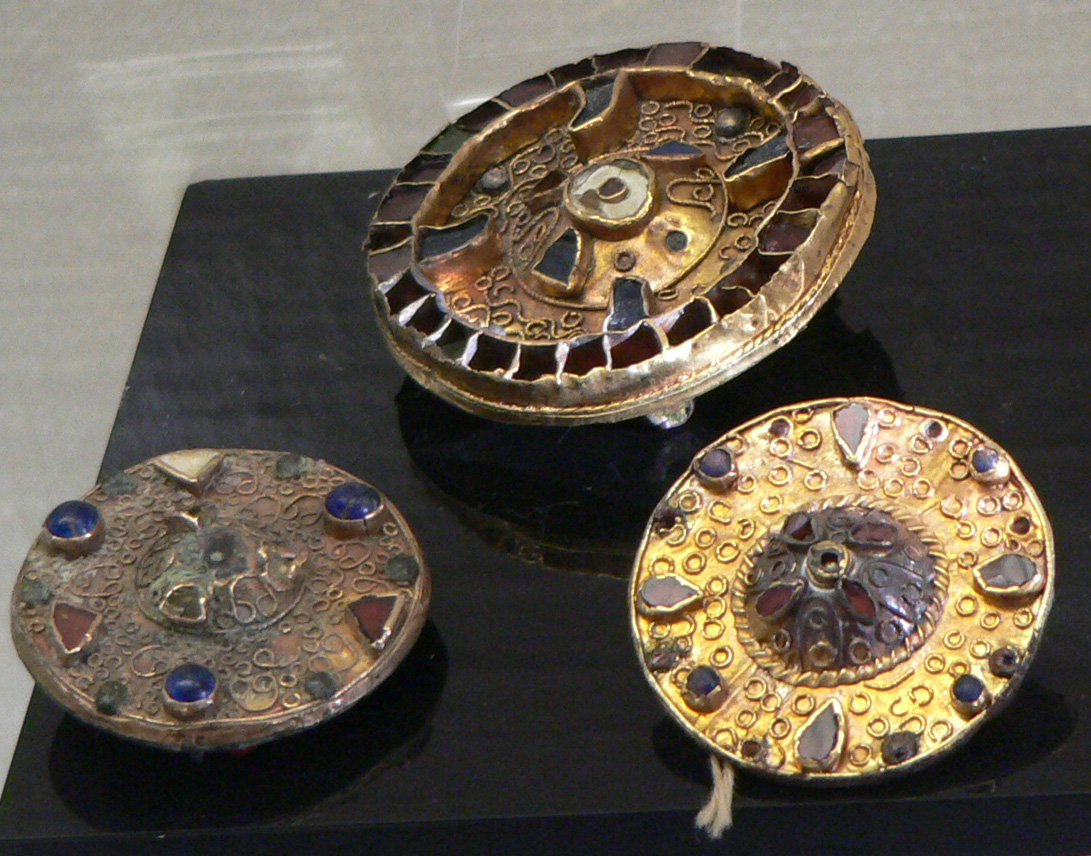
ブローチ。細線細工、宝石。メロヴィング朝、フランス国立図書館収蔵

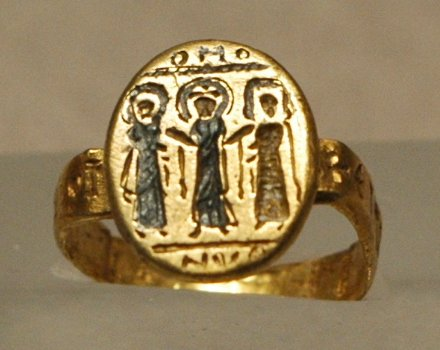
結婚指輪。金、ニエロ象嵌。東ローマ帝国、7世紀頃

ローマ帝国滅亡後もヨーロッパにおけるジュエリー製作技術は発展を続ける。

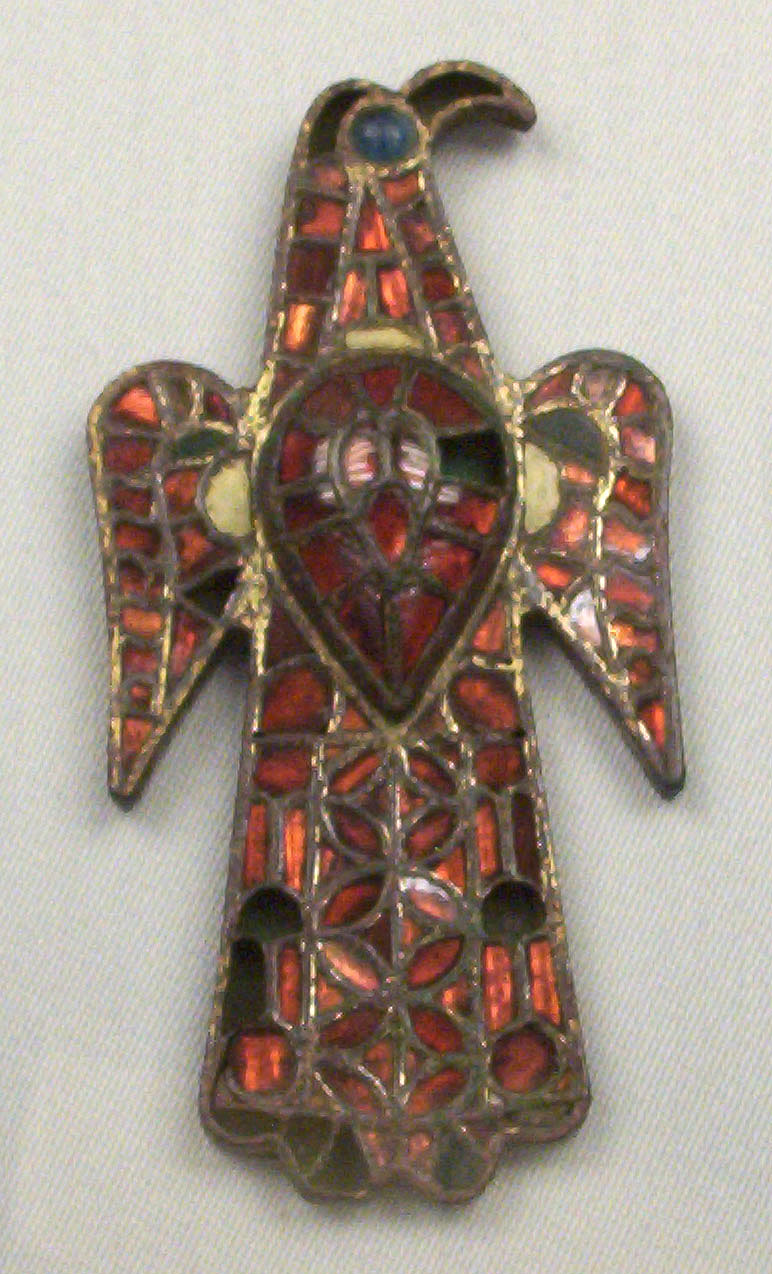
西ゴート風鷲型ブローチ。青銅、ガラス、七宝。スペイン、グアダラハラ、6世紀

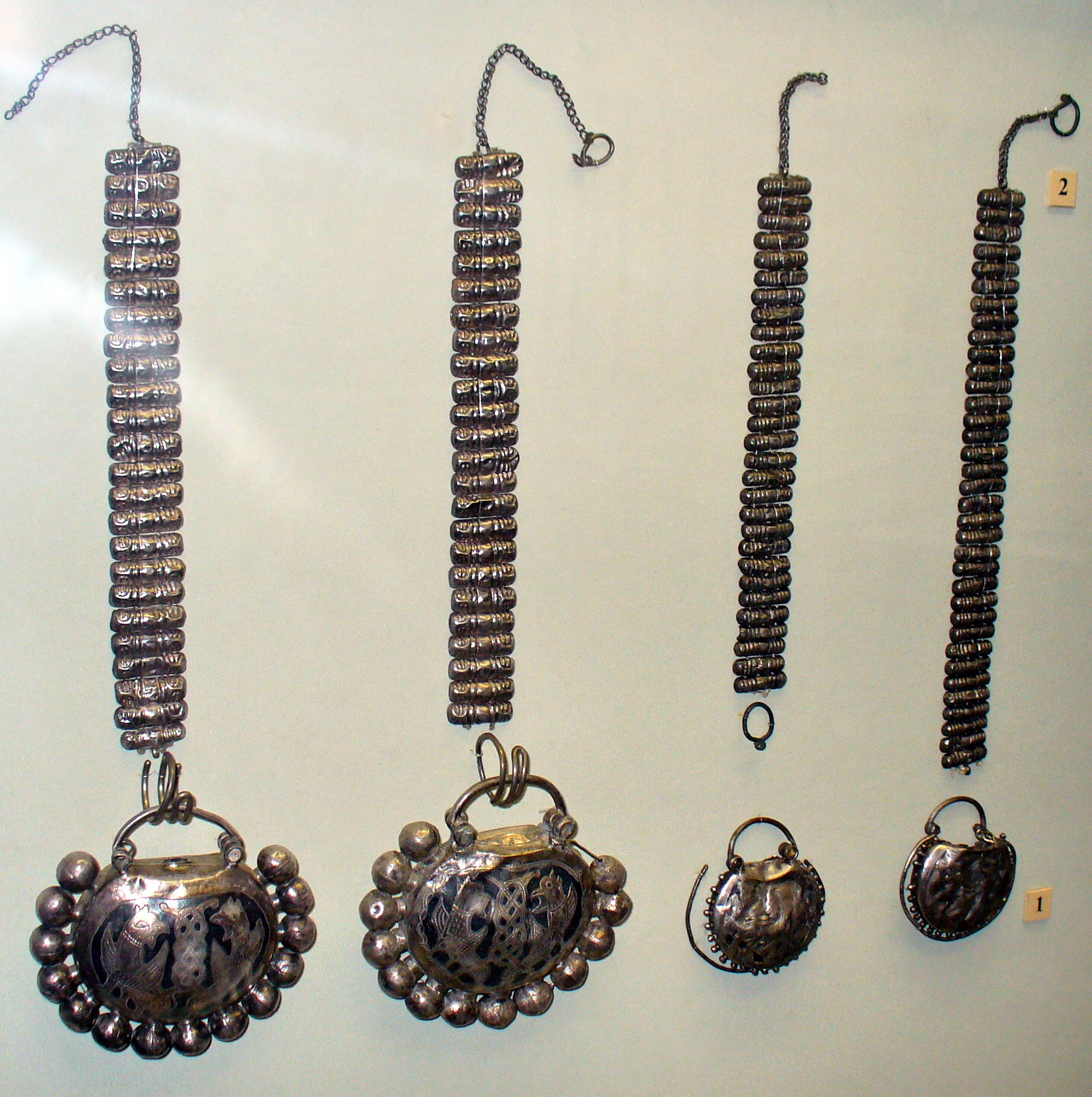
コルト（鎖状の先端の丸いもの）。ウクライナチェルニーヒウ州ヌィジウカ、12世紀

特にケルト民族やメロヴィング朝は品質の点で東ローマ帝国に優るとも劣らなかった。
服の留め具や護符、数はやや少ないものの印章が分かっているうちで最も一般的な工芸品である。ケルトではタラ・ブローチ Tara Brooch (英語)が最も有名。
ヨーロッパ全域でステータスや権力の象徴として広まったのはトルクである。8世紀に入ると、男性用には宝飾付きの武器類が一般的になる一方、印章指輪を除くとあらゆるジュエリーが女性用とされる。その実証はシャロン＝スュル＝ソーヌ近く、6-7世紀の若い女性の墓所で見つかった。副葬品は2片の銀のフィビュラ (ブローチ) (英語)、ネックレス (コインをつづったもの)、ブレスレットと金のイヤリングに2個1組のヘアピン、櫛そしてバックルである。ケルト美術の特徴はパターンのくり返しとそれを組み合わせたデザイン、対するメロヴィング朝は様式化された動物模様であった。
これらばかりか、写真で示した西ゴート族のジュエリー、またイギリスのサフォーク州サットン・フーでアングロ・サクソン人の船葬遺跡 (英語) が見つかり、そこで発掘された数々の装飾品などが特に有名な例である。この時代、ヨーロッパ大陸ではおそらく七宝と柘榴石が最高の組み合わせでもっとも普及したと考えられる。
ローマ帝国の東側を引き継いだ東ローマ帝国は宗教こそ違えど、ローマ帝国の手法を多く受け継いだ。
だが金塊に代わり軽い金箔を用いた点、石と宝石により力を注いだ点で、ローマ帝国、フランク帝国、ケルトとも異なる。東ローマ帝国の富裕層の女性は、ヘアバンドにルーシのコルトのような飾りを施し、男性向けはほぼ印章指輪に限られた。女性向けにはたとえばヘアバンドにコルト (装身具)を施したように独自性が見える。この時代のジュエリーは一般に、所有者とともに埋葬された。

#### ルネサンス

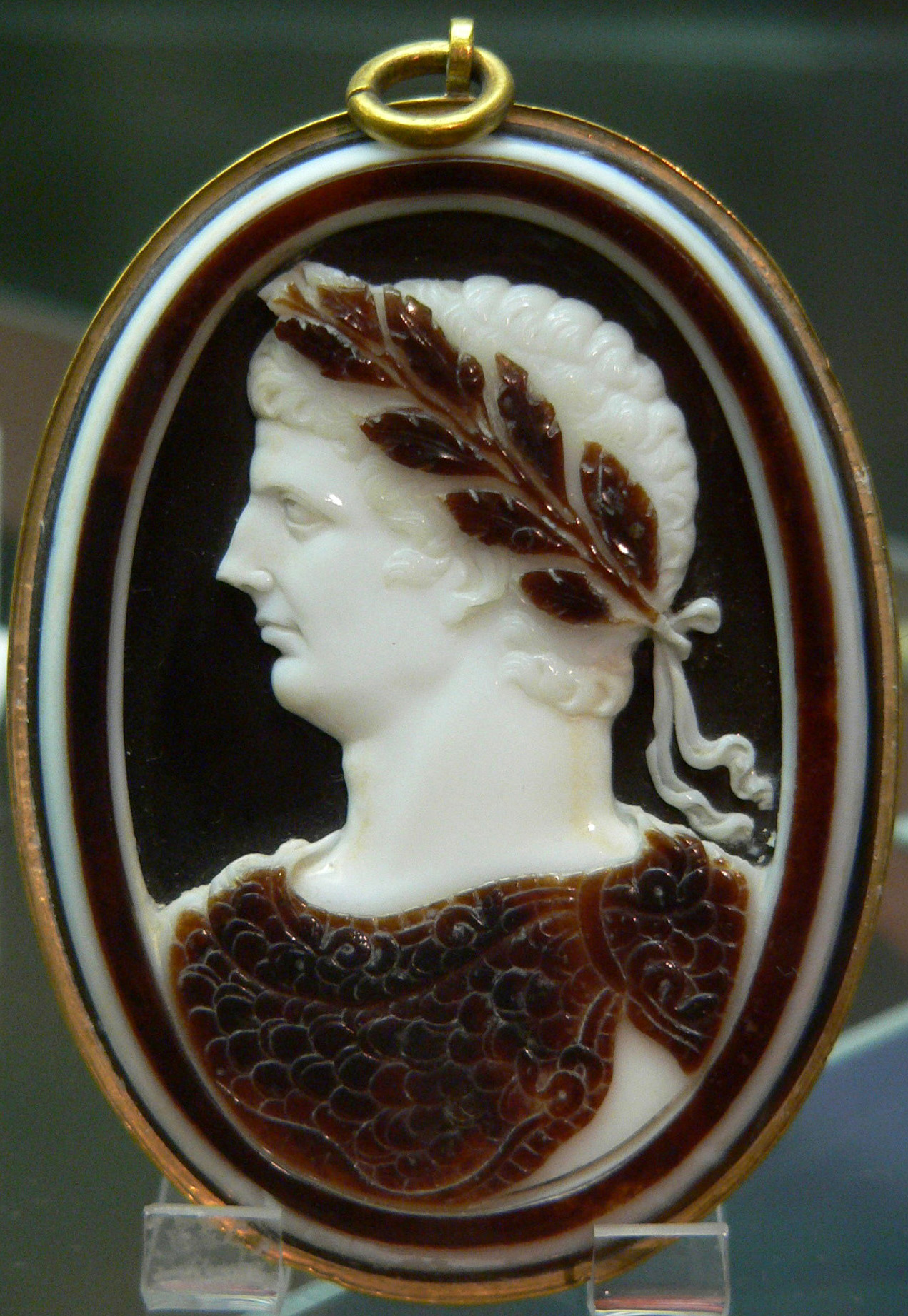
ローマ皇帝クラウディウスのカメオ
サードニックス、金。16世紀

ルネサンスと海外進出は、ヨーロッパのジュエリーの発展に大きなインパクトを与えた。海外進出と貿易の発展を通じ、17世紀には他文化の芸術にふれたり、多種多様な宝石を使ったりする機会がますます増えていく。それまでもっぱら金や貴金属中心の加工になじんできた製作現場では、この時代に宝石を使い始め、セッティング技術の向上が見られた。
イギリスのロンドンで1912年に偶然発見された「チープサイドの財宝」Cheapside Hoard (英語) という実例がある。ある宝石商が東インド会社の栄えた共和国時代に隠した財宝である。内容は、コロンビアのエメラルドやトパーズ、ブラジルのアマゾナイトやスピネルやアイオライト、スリランカのクリソベリル、インドのルビー、アフガニスンのラピスラズリ、ペルシャ (イラン) のターコイズ、紅海のペリドット、ボヘミアとハンガリーのオパールやガーネットとアメジストなどである。
エナメルの指輪にはしばしば大きな石をベゼル・セッティング(英語) した 。この時代、注目に値する小売商はジャン・バティスト・タヴェルニエ Jean-Baptiste Tavernier (英語)。1660年にホープダイヤモンドの原石を買い取ってフランスに持ち込んだ人物である。

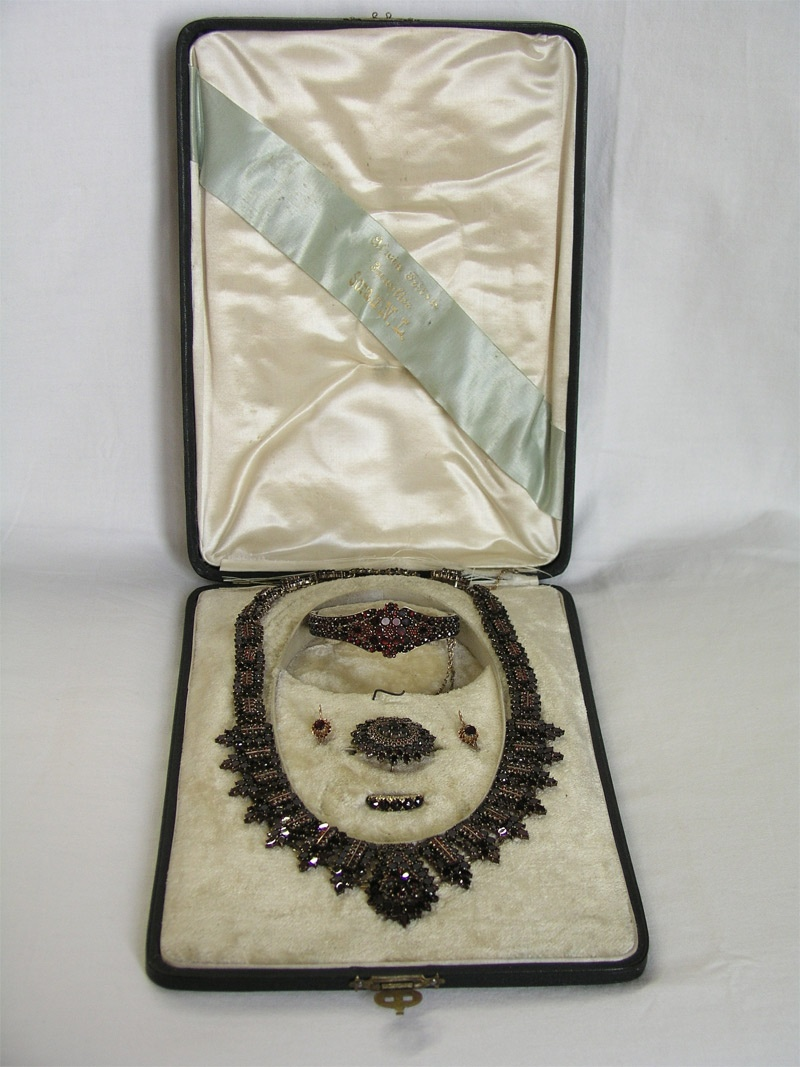
パリュール
同じ宝石で揃えたジュエリーのセット。ティアラ、イヤリング、ブローチ、ブレスレット、ネックレス

ナポレオン・ボナパルトは1804年にフランス皇帝に即位すると、宝石やファッションを盛り立て復古調のアンピール様式を流行させた。帝位にあった間、宝石商がパリュールを考案する。パリュールとはさまざまの宝飾品を同じ宝石でまとめたひと揃いのことで、例えばダイヤモンドのパリュールならティアラ、イヤリング、指輪、ブローチ、ネックレスと、すべてダイヤモンドで統一するのである。ナポレオンのふたりの妻もこのような美しいセットを持ち、日常にまとった。ナポレオンが復活させたもう一つのファッション・トレンドがカメオである。カメオを飾った皇帝の冠が披露されると、たちまちカメオがもてはやされた。
この時代には、コスチューム・ジュエリーの台頭も見られた。真珠の代わりに魚のウロコで覆ったガラス玉、石の代わりに巻貝で作ったカメオといったぐあいである。新しい技術のなりたちによって用語が作り出され、卑金属で製作する者を「職人 bijoutiers 」、貴金属を素材とする者を「宝石細工師 joailliers 」と呼び分けた。この呼称は現在も使われている。

#### ロマンティシズム

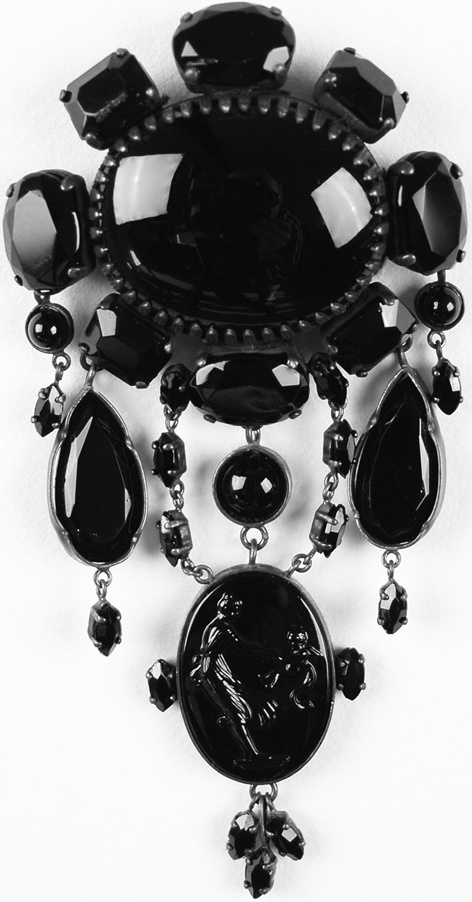
モーニング・ジュエリーの例。ジェットのブローチ。19世紀

18世紀の終わりに始まるロマン主義は欧米のジュエリーの発展に大きな影響を与えた。現代考古学の誕生によって発見された財宝や、中世やルネサンス期の芸術こそおそらく人々にとってもっとも魅惑的だったのであろう。
産業革命の結果、いわゆる中流階級 (ミドル・クラス) の人々が財を成しジュエリーを求めて購入に走った。その結果、工業的技術、安い合金、代替宝石などを用いたペースト (人造宝石) やコスチューム・ジュエリーが開発される。優れた技術を持つ金細工職人は引っ張りだこであった。より裕福な後援者が自分の着けるジュエリーは一般大衆のものとは別格であることを示そうと高価な金属や宝石を使用するばかりか、芸術的にも技巧的にも優れた作品を求めたからである。フランスのフランソワ・デジレ・フロマン＝ムーリス (フランス語版)こそ、並外れた才能を持った金細工師だった。
ロマン主義的な考え方に基づくモーニング・ジュエリー (喪装のジュエリー Mourning jewelry) はこの時期に特有のものである。英国のビクトリア女王が夫君のアルバート公亡きあと黒玉のジュエリーをしばしば身につけたことから、この慣習が始まった。これにより、愛する者の死に遭って喪に服している間もジュエリーを着け続けることが可能になったのである。

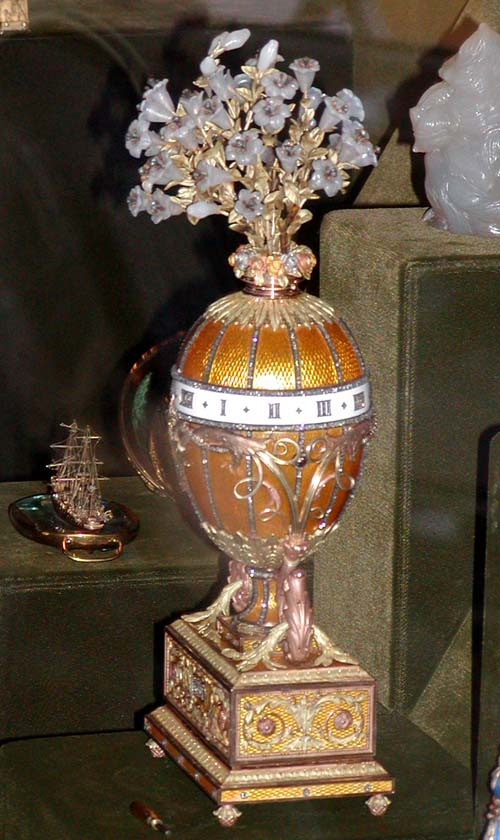
ピーター・カール・ファベルジェのイースター・エッグ

米国では1837年にチャールズ・ルイス・ティファニーがティファニー商会を創設すると米国は宝石業界から売り先として注目され始める。例えばエイブラハム・リンカーン夫人から受けた注文に応じて、ティファニーが目のくらむような金額の宝石を買い取ったなどから評判を高めていく。のちに映画「ティファニーで朝食を」を通して、大衆から人気を得るティファニーだった。
フランスではルイ＝フランソワ・カルティエが1847年にカルティエ商会を創設し、イタリアでは1884年にブルガリが創業。こうして近代的な工房が生まれ、伝統的な個々の職人と後援者との関係がだんだん崩れてゆく。
東洋と西洋の美が初めて出会い、融合を試みたのもまたこの時期である。ドイツのフォーツァイム (Pforzheim) でドイツと日本の芸術家が共同作業で赤銅の細線細工 (フィリグリー) を生み出した。
次の時代への移行期を示すように、偉大なロシアの宝石商で芸術的デザイン感覚に優れたピーター・カール・ファベルジェが現れると、ロシア皇帝の注文に応じてインペリアル・イースター・エッグを製作する。作品には父グスタフ (宝石商) の工房で職人から受け継いだ技巧を駆使し、ファベルジェの「エッグ」とジュエリーの数々はいまだ宝飾職人にとって技術の粋と考えられている。

#### アール・ヌーボー
1890年代、時代を席巻するアールー・ヌーボーのスタイルの可能性を宝石商たちは模索した。
密接に関連するのが、ドイツのユーゲント・シュティールや、英国（また少しは米国も）のアーツ＆クラフツ運動である。
ルネ・ラリックは、パリのサミュエル・ビングの店で働き、現代ではアール・ヌーボーの旗手とされている。
ダルムシュタットの芸術家村、ウィーンのヴェルクシュタットは、ドイツにこの潮流を運ぶ源となった。
その間、デンマークではジョージ・ジェンセン（現在では銀器でよく知られる）が優れた作品を生み出し、英国ではリバティ商会とチャールズ・ロバート・アッシュビーによるアーツ＆クラフツ運動が流線型の特徴あるデザインを提供した。
この新しいスタイルは、宝石商たちのこだわりを、宝石のセッティングからジュエリーそのものの芸術的デザインに変化させた。
ラリックの有名なトンボのデザインは、その良い例である。エナメルが技術的に大きな役割を果たし、うねるような有機的ラインが最も特徴的である。第一次世界大戦が終わると流行は変化し、新しいスタイルが取って代わるようになった
。

#### アール・デコ
高まる政治的緊張、戦争の余波、そして世紀の変わり目に見られた退廃への反動から、デザインはさらにシンプルな方向に流れた。その結果、製造効果も上がり、高品質なジュエリーが大量生産される時代を迎えた。この1920年代から1930年代にかけてのスタイルは、アール・デコとして今日までよく知られている。ヴァルター・グロピウスとドイツのバウハウス様式は、「芸術家と職人の間に壁はない」という彼らの哲学のもと、様式化されたシンプルなスタイルへと流行を導いた。
現代的な素材も生み出された。プラスチックやアルミニウムは早くからジュエリーに取り入れられ、有名なものには、ロシア生まれのバウハウスの教師、ナウム・スルツキーのクロム・ペンダントがある。技術は素材そのものと同じくらい重要になり、欧米ではこの時期にドイツのエリザベス・レスコーによって、古代エトルリア遺跡から出土したジュエリーに見られる金の粒細工「グラニュレーション」の技術が再発見され、その技術は1990年代までさらに洗練された。